# Trieste (Schiff, 2024)
Die Trieste (Kennung: L 9890) ist ein amphibisches Angriffsschiff (englisch Landing Helicopter Dock – LHD) der italienischen Marina Militare. Das voll beladen rund 38.000 Tonnen verdrängende Einzelschiff hat ein 230 Meter langes durchgehendes Flugdeck und kann bei Bedarf als Flugzeugträger eingesetzt werden. In dieser Funktion ersetzte es den leichten Flugzeugträger Giuseppe Garibaldi.

## Geschichte
Die Finanzierung des Schiffes erfolgt mit Mitteln, die 2014 zur Flottenerneuerung und zur Konjunkturbelebung außerhalb des regulären Verteidigungsetats vom Parlament genehmigt wurden. Fincantieri und Leonardo erhielten den Bauauftrag mit einem Kostenvolumen von rund 1,1 Mrd. Euro am 3. Juli 2015, der erste Stahlschnitt erfolgte am 12. Juli 2017, die Kiellegung auf der Fincantieri-Werft in Castellammare di Stabia bei Neapel am 20. Februar 2018, der Stapellauf am 25. Mai 2019. Die weitere Fertigstellung und Ausrüstung des Schiffs erfolgt in La Spezia. Benannt ist es nach der Hafenstadt Triest, die 1919 in Folge des Ersten Weltkriegs Italien angegliedert wurde. Bezüglich des Namens steht es auch in der Nachfolge des 1928 in Dienst gestellten schweren Kreuzers Trieste der Trento-Klasse.

## Auslegung
In Länge und Breite entspricht die Trieste mit 245 und 36 Metern recht genau dem 27.000 Tonnen verdrängenden Flugzeugträger Cavour. Die Trieste hat jedoch unterhalb des Hangardecks ein zusätzliches Lade- und Welldeck für amphibische Operationen, was die größere Verdrängung erklärt.
Da die italienische Marine aus Kostengründen auf den gleichzeitigen Betrieb von zwei Flugzeugträgern verzichtet, wird die Trieste (wie schon der Träger Garibaldi seit 2012) nur dann als eine Art Flugzeugträger-Ersatz Verwendung finden, wenn die Cavour wegen Werftliegezeiten oder aus anderen Gründen nicht verfügbar ist. In erster Linie ist die Trieste ein Schiff für amphibische Operationen, die über Hubschrauber und Landungsboote abgewickelt werden sollen. Darüber hinaus ist es für die Katastrophenhilfe vorgesehen, weswegen es an Bord auch ein Hospital mit Operationssälen und verschiedenen Notfallversorgungseinrichtungen gibt. Die Trieste kann als künftiges Flaggschiff der (amphibischen) 3. Flottendivision einen Einsatzführungsstab aufnehmen.
Auffällig sind die geteilten Aufbauten mit zwei Inseln, die dem Vorbild der britischen Queen-Elizabeth-Klasse folgen. Die vordere Insel beherbergt unter anderem die Kommandobrücke, die hintere ist insbesondere für die Kontrolle des Flugbetriebs gedacht. Letzterer wird über ein 230 Meter langes und 36 Meter breites Flugdeck mit Ski-Jump abgewickelt, das über acht Landespots für Hubschrauber verfügt und insgesamt bis zu 18 Luftfahrzeuge aufnehmen kann. Zwei 15 × 15 Meter große Aufzüge (die in horizontaler Position die maximale Schiffsbreite auf 47 Meter bringen) ermöglichen die Verlegung von Luftfahrzeugen zwischen Flug- und Hangardeck. Letzteres ist rund 2600 Quadratmeter groß und kann bis zu 14 Luftfahrzeuge aufnehmen. Insgesamt wird das Schiff in der Regel mit nicht mehr als 20 Hubschraubern (u. a. AW101, NH90, AW129) und Flugzeugen (F-35B) operieren.
Unterhalb des Hangardecks befindet sich ein 2200 m² großes Fahrzeugdeck mit einem 55 × 15 Meter großen Welldeck, über das Festrumpfschlauchboote, LCM-Landungsfahrzeuge oder LCAC-Luftkissenfahrzeuge eingesetzt werden können.
Die Besatzung besteht, einschließlich Marineflieger, aus 460 Mann, darüber hinaus können rund 600 Marineinfanteristen der San-Marco-Brigade aufgenommen werden. Die weiteren amphibischen Kapazitäten der italienischen Marine umfassen derzeit drei Docklandungsschiffe der San-Giorgio-Klasse und den Träger Garibaldi, den die Trieste ersetzen soll. Drei neue Docklandungsschiffe sind mittelfristig geplant. Der Träger Cavour ist für die Aufnahme von rund 400 Marineinfanteristen ausgelegt, hat jedoch im Gegensatz zur Trieste kein Welldeck.

## Sonstiges
Die Kennung L 9890 führte zuvor das 1988 außer Dienst gestellte Landungsschiff (LST) Grado, das zusammen mit dem Schwesterschiff Caorle (L 9891) von den Schiffen der San-Giorgio-Klasse abgelöst wurde.